# Claire d'Harcourt
Pour les articles homonymes, voir Harcourt (homonymie).
Claire Anne Françoise d'Harcourt, née le 12 juillet 1960, est une femme de lettres française, auteur de livres pour enfants et pour adultes.

## Biographie
Claire d'Harcourt, fille du comte Arnoult d'Harcourt et de sa cousine Jeanne-Marie d'Harcourt, a créé les éditions Le Funambule, qui coéditent avec Le Seuil des ouvrages pour la jeunesse, parmi lesquels Du Coq à l'Ane, Des Larmes aux Rires et la collection « A la loupe », consacrée à l'histoire de l'art et à la vie quotidienne. Nommée chevalier des Arts et Lettres en 2005, elle est l'épouse de Dominique du Peloux de Saint-Romain.

## Publications
- Le Travail des sculpteurs, avec Béatrice Fontanel, Gallimard Jeunesse, 1993.
- L'Épopée des bébés, avec Béatrice Fontanel, La Martinière, 1999, 2010.
- L'Art à la loupe, Seuil, 2000.
- The Louvre in close-up, Seuil, 2001.
- Les Habits, Seuil, 2001.
- Le Louvre à la loupe, Seuil, 2001.
- Paris à la loupe, Seuil, 2002.
- Du coq à l'âne, Seuil, 2002.
- Batailles, Seuil, 2003.
- Chefs-d'œuvre à la loupe, Seuil, 2004.
- Familles à la loupe, Seuil, 2006.
- Des larmes au rire, Seuil, 2006.
- Voyage dans un tableau de Van Gogh, Palette (éditions), 2008.
- Voyage dans un tableau de Miro, Palette (éditions), 2008.
- Voyage dans un tableau de Seurat, un dimanche après-midi sur l'île Jatte, Palette (éditions), 2008.
- Voyage dans un tableau de Picasso, Guernica, Palette (éditions), 2008.
- Voyage dans un tableau de Brueghel, jeux d'enfants, Palette (éditions), 2008.
- Voyage dans un tableau de Botticelli, la naissance de Vénus, Palette (éditions), 2008.
- Debout !, Palette (éditions), 2008.
- Voyage dans un tableau de Vélasquez : les Ménines, Palette (éditions)tte, 2008.
- Voyage dans un tableau de Kandinsky, Palette (éditions), 2008.
- Bébés du monde, avec Béatrice Fontanel, La Martinière, 2009.